# Vizcondado de Eza
El vizcondado de Eza es un título nobiliario español, concedido por Felipe V a José de Araiz Eza Gaztelu y Barricat, señor del Palacio de Eza en Navarra, el 4 de noviembre de 1711.
Este título fue rehabilitado en 1900 por Luis de Marichalar y Monreal, que pasó a ser el octavo vizconde de Eza. Más tarde, en 1925, rehabilitó también a su favor el marquesado de Ciria.
Dicho título pasó más tarde a la Casa de Montesa (ver marquesado de Montesa) al casar Leonor de Araiz Eza y Miranda con Fernando Vicent de Montesa y Gorráiz-Beaumont. Es actualmente un título de la Casa de Marichalar.
Actualmente, el título de vizconde de Eza es ostentado por Pablo Marichalar y Vigier, desde el 2007, por distribución de Luis de Marichalar y Silva, VIII marqués de Ciria, X vizconde de Eza.

## Historia de los vizcondes de Eza
Rehabilitado en 1900 por
- Luis Marichalar y Monreal (Madrid, 27 de enero de 1873-27 de diciembre de 1945), que pasó a ser el VIII vizconde de Eza, VIII marqués de Ciria (por rehabiblitación a su favor en 1925). Fue un político, estadista, sociólogo, agrarista, diputado en las Cortes y académico numerario de la Real Academia de Ciencias Morales y Políticas. Su padre fue Amalio Marichalar y San Clemente, marqués de Montesa, y su abuelo materno José María Monreal Brun.[3]

Contrajo matrimonio con María de la Encarnación Bruguera y Molinero. Le sucedió su hijo:
- Francisco Javier Marichalar y Bruguera (1903-1968), IX vizconde de Eza,[5] IX marqués de Ciria, de Montesa y de Zafra.[4]

Casó con Isabel de Silva y Azlor de Aragón. Le sucedió su hijo:
- Luis Ignacio Marichalar y Silva (San Sebastián, 1946-9 de mayo de 2018),[6] X vizconde de Eza,[7] X marqués de Ciria, marqués de Montesa y marqués de Zafra.[6]

Casó con Nadine Marie Béatrix Vigier de Baillencourt. Le sucedió su hijo:
- Pablo Marichalar y Vigier, XI vizconde de Eza.[2]